# Antoine Pugliesi-Conti
Pour les articles homonymes, voir Pugliesi-Conti.
Antoine-François Pugliesi-Conti, (4 octobre 1827, Ajaccio - 10 février 1908, Ajaccio), était un préfet du Second Empire.

## Biographie
Descendant de la famille Pugliesi, alliée aux Conti, il épouse le 29 septembre 1860, à Ajaccio, Stéphanie, fille de Charles Étienne Conti. Son beau-père étant sans descendant mâle et désireux de perpétuer son nom, Pugliesi fut autorisé par décret impérial du 25 janvier 1867 confirmé par jugement du tribunal du 22 avril 1868, à accoler le nom de Conti à son propre nom et à porter le nom de Pugliesi-Conti. 
Il fut d’abord avocat. Il fit ensuite carrière dans l’administration préfectorale impériale de 1860 à 1870 : 
- conseiller de préfecture des Ardennes (1860) à Mézières,
- sous-préfet de Saint-Pons (1861) à Saint-Pons  (Hérault),
- secrétaire général du Loiret (1865) à Orléans,
- sous-préfet de Louviers (1865) à Louviers (Eure),
- sous-préfet de Boulogne-sur-Mer (1866) à Boulogne-sur-Mer (Pas-de-Calais),
- préfet de la Vendée  (23 octobre 1869) à Napoléon-Vendée (La Roche-sur-Yon).

La fortune personnelle du préfet de la Vendée, évaluée en revenu annuel s’élève à 15 000 francs (l’administration s’y intéresse car les réceptions sont à la charge des préfets) et son père est qualifié de « négociant ». 
Il fut le dernier préfet de la Vendée du Second Empire et fut aussitôt remplacé à ce poste par Georges Coulon à la proclamation de la République (septembre 1870). 
Resté fidèle à la famille impériale il proposa ses services au Prince Napoléon (1812-1891, Jérôme, « Plon-Plon »).
Il fut un temps précepteur du Prince Victor (1862-1926), fils aîné de « Plon-Plon », et accompagna ce dernier au cours d’un voyage entrepris en 1882 dans les capitales de l’Europe centrale.
« Napoléon IV » ayant écarté « Plon-Plon » de la succession par testament, il y eut de 1879 à 1891 deux « Napoléon V » concurrents et les bonapartistes se divisèrent entre jérômistes et victoriens. Faire voyager Victor éloignait opportunément ce prince de Paris. Mais durant ce voyage, il semble qu’Antoine Pugliesi-Conti ait favorisé des contacts entre son pupille et des émissaires « victoriens ».
Il est le père de l’amiral Henri Pugliesi-Conti (1866-1936), de Paul Pugliesi-Conti (1861-1933) député de la Seine et de Dominique Pugliesi-Conti (1863-1926) député de Corse.
Son fils Dominique conserva un temps les convictions bonapartistes de son père. 
Il était officier de la Légion d’honneur.

## Sources
- Notice « Pugliesi-Conti (Antoine, François) » (1827-1908), page 593 in Archives nationales (France) (répertoire nominatif par Christiane Lamoussière, revu et complété par Patrick Laharie ; répertoire territorial et introduction par Patrick Laharie), Le Personnel de l’administration préfectorale, 1800-1880, Paris : Centre historique des Archives nationales, 1998, 1159 pages, 27 cm,  (ISBN 2-86000-271-5).
- Bernard Leclère et Vincent Wright, Les Préfets du Second Empire, Armand Colin, 1973, 411 pages, « Annexe I. Liste des préfets du Second Empire », pages 315 à 334, Pugliesi-Conti Antoine François cité page 330.